# Marc Valiente
Marc Valiente Hernández, né le 29 mars 1987 à Granollers, est un footballeur espagnol. Il évolue au poste de défenseur central avec le Sporting de Gijón.

## Biographie

### FC Barcelone
À l'âge de 10 ans, Marc Valiente rejoint La Masia, le centre de formation du FC Barcelone. Capitaine de presque toutes les catégories de jeunes, il fait partie d'une équipe composée de Lionel Messi, Cesc Fàbregas, Gerard Piqué, Víctor Vázquez et d'autres, en équipe B du FC Barcelone. Il fait ses débuts dans en équipe première en remplaçant Juliano Belletti, à la 46e minute lors d'un match contre le CF Badalona.

### Séville FC
Il signe avec Séville FC pour jouer dans son équipe réserve, le 2 juillet 2008. Au cours de sa première saison, il est relégué en Segunda División B, synonyme d'une saison difficile, bien qu'il ait joué un rôle de titulaire en défense central.
La saison suivante, débutera son premier match de Liga avec la première équipe sévillane lors la 11ème journée, le 21 novembre 2011 contre CD Tenerife. Il dispute également deux autres matchs, l'un contre le Sporting de Gijón et l'autre contre son ancienne équipe, le FC Barcelone. Cependant, il n'a pu devenir un titulaire en raison de la grande saison de son ancien coéquipier Federico Fazio.

## Palmarès

### En club
- Séville FC
  - Vainqueur de la Coupe d'Espagne en 2010

- Maccabi Haïfa FC
  - Vainqueur de la Coupe d'Israël

### Équipe nationale
- Espagne
  - Champion d'Europe des moins de 19 ans en 2006